# Остров Святого Георгия (США)
Остров Святого Георгия (англ. St George Island) — один из островов Прибылова, расположенных в Беринговом море. В административном отношении относится к штату Аляска, США.

## География
Площадь острова — 90 км². Весь остров покрыт безлесной тундрой и только кое-где мелкими кустарниками.

## История

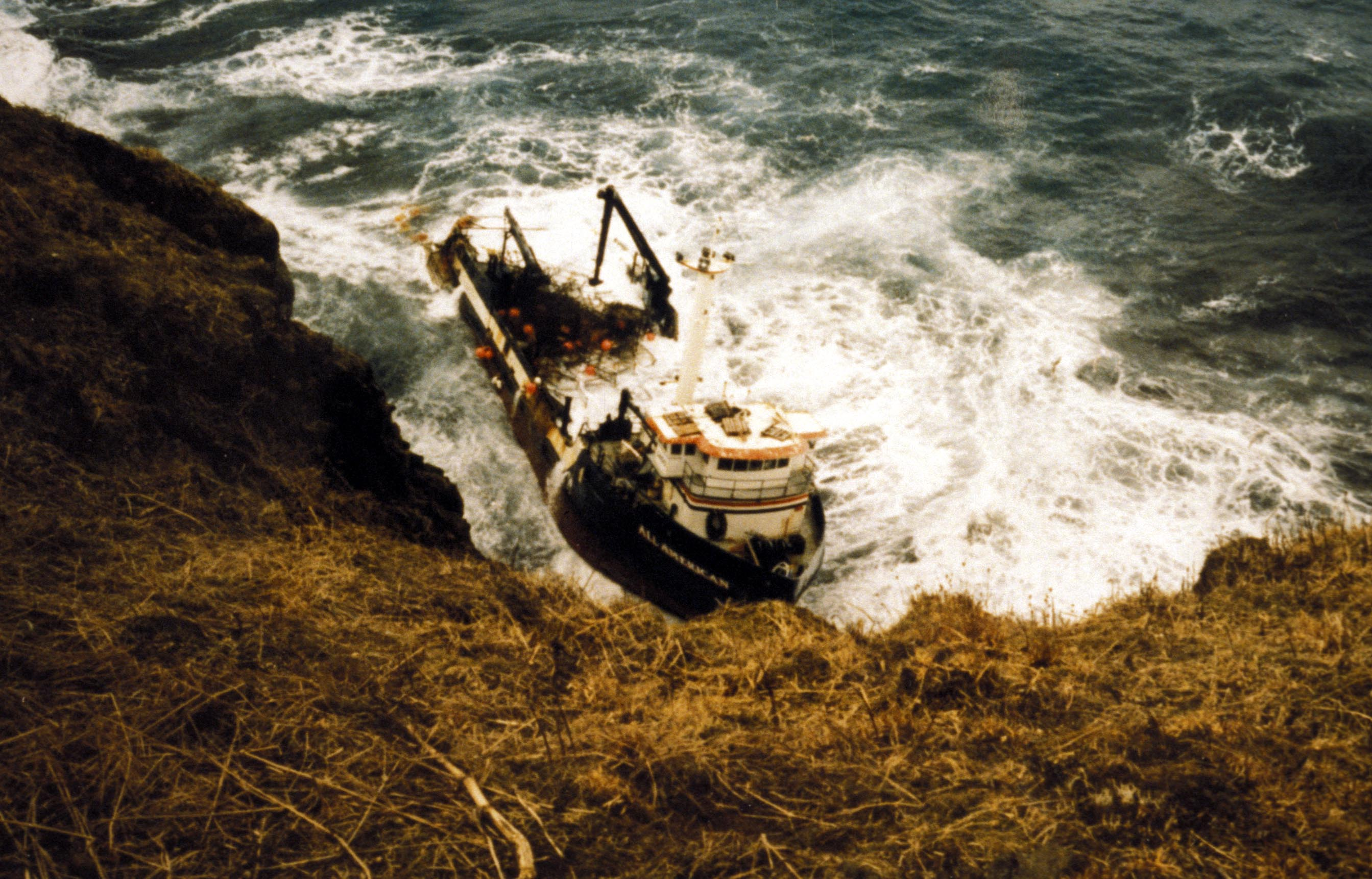
Кораблекрушение на Острове Святого Георгия в 1996 году

Остров был открыт Гавриилом Прибыловом 25 июня 1786 года, во время поиска места размножения северных морских котиков. Остров назван именем корабля Прибылова. Остров Святого Георгия был первым из островов Прибылова, которые он открыл.

## Население
По данным переписи 2020 года население острова составляет 67 человек; все они проживают в городе Сент-Джордж, который охватывает целый остров.